# Phantom Power (Super Furry Animals)
| Recensione | Giudizio |
| ---------- | -------- |
| AllMusic   |          |

Phantom Power è il sesto album discografico in studio del gruppo musicale gallese Super Furry Animals, pubblicato nel 2003 dalla Epic Records.

## Tracce
1. Hello Sunshine – 3:35
2. Liberty Belle – 2:58
3. Golden Retriever – 2:25
4. Sex, War & Robots – 3:49
5. The Piccolo Snare – 6:08
6. Venus & Serena – 3:24
7. Father Father #1 – 1:54
8. Bleed Forever – 3:39
9. Out of Control – 2:43
10. Cityscape Skybaby – 4:34
11. Father Father #2 – 1:30
12. Valet Parking – 4:35
13. The Undefeated – 4:07
14. Slow Life – 6:59

## Classifiche
| Classifica            | Posizione raggiunta |
| --------------------- | ------------------- |
| Official Albums Chart | 4                   |

## Formazione
- Gruff Rhys - voce, chitarre
- Huw Bunford - chitarre, cori, voce principale in Sex, War & Robots
- Cian Ciaran - tastiere, chitarra, cori
- Guto Pryce - basso
- Dafydd Ieuan - batteria